# 1759 Kienle
Az 1759 Kienle (ideiglenes jelöléssel 1942 RF) a Naprendszer kisbolygóövében található aszteroida. Karl Wilhelm Reinmuth fedezte fel 1942. szeptember 11-én, Heidelbergben.